# Ewa Marcinkowska
Ewa Marcinkowska (ur. 1 lipca 1966 w Bytomiu) – polska lekkoatletka, biegaczka, specjalizująca się w biegu na 400 m, medalistka mistrzostw Polski, reprezentantka Polski.

## Kariera sportowa
Była zawodniczką MKS Bytom i AZS Poznań.
Na mistrzostwach Polski seniorek na otwartym stadionie zdobyła cztery medale: srebrny w biegu na 400 m w 1985, srebrny w sztafecie 4 × 100 m w 1987, brązowy w biegu na 400 m w 1987 i brązowy w sztafecie 4 × 400 m w 1985. W 1987 została halową wicemistrzynią Polski seniorek w biegu na 400 m.
Reprezentowała Polskę w finale A Pucharu Europy w 1985 (5. miejsce w sztafecie 4 × 400 m, z wynikiem 3:31,20) i 1987 (5. miejsce w sztafecie 4 × 400 m, z wynikiem 3:29,18).
Była rekordzistą Polski juniorek w biegu na 400 m, uzyskując 3 sierpnia 1985 wynik 53,05. Rekord ten poprawiła 20 października 2000 Aneta Lemiesz, uzyskując rezultat 52,78.
Rekord życiowy na 400 m: 53,05 (3.08.1985).